# Rocca di Botte
Rocca di Botte – miejscowość i gmina we Włoszech, w regionie Abruzja, w prowincji L’Aquila.
Według danych na rok 2004 gminę zamieszkiwały 522 osoby, 18 os./km².